# Daniel Peretz
Daniel Peretz (hebräisch דניאל פרץ; * 10. Juli 2000 in Tel Aviv) ist ein israelisch-deutscher Fußballtorwart. Aktuell steht er als Leihspieler des FC Bayern München beim Hamburger SV unter Vertrag. Er ist Torhüter der Israelischen Fußballnationalmannschaft. 

## Karriere

### Vereine
Peretz begann im Alter von sechs Jahren beim Maccabi Tel Aviv mit dem Fußballspielen und rückte zwölf Jahre später in die erste Mannschaft auf. Dieser Mannschaft gehörte er zunächst zwei Monate ohne Spielpraxis an und wurde dann auf Leihbasis an Beitar Tel Aviv Bat Yam für die Saison 2019/20 abgegeben. Für den Verein bestritt er 32 Punktspiele in der Liga Leumit, der zweithöchsten Spielklasse im israelischen Fußball. Anschließend kehrte er zu Maccabi Tel Aviv zurück, bestritt aber auch in der Saison 2020/21 kein Ligaspiel. Danach kam Peretz in der Ligat ha’Al, der höchsten Spielklasse im israelischen Fußball, in 71 von 72 möglichen Punktspielen zum Einsatz. In den Spielzeiten 2021/22 und 2022/23 kam er in jeweils allen 26 Saisonspielen der Vorrunde und in zehn bzw. neun Spielen der Meisterrunde zu seinen Einsätzen.

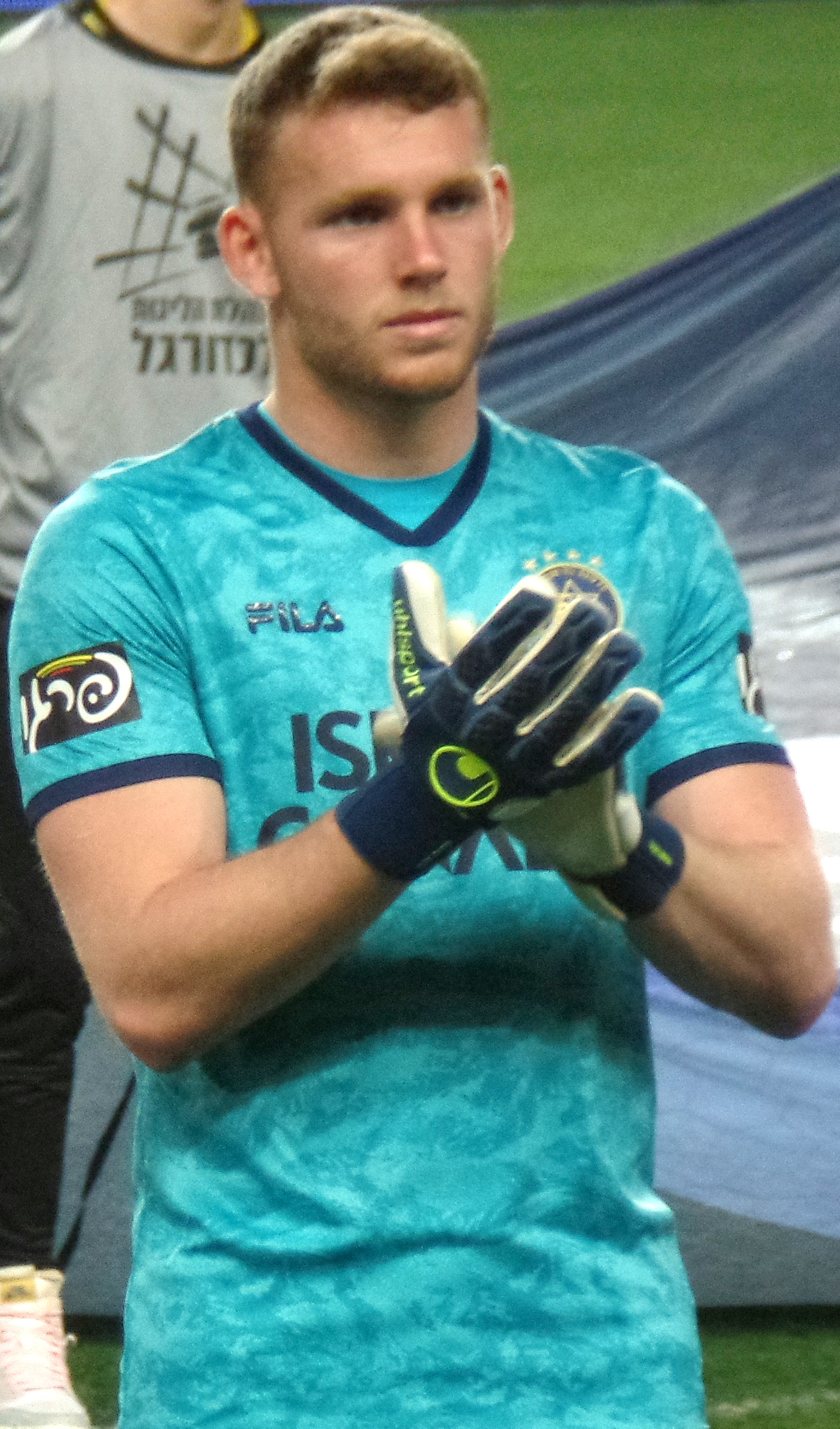
Daniel Peretz im Trikot von Maccabi Tel Aviv (2022)

Zur Saison 2023/24 wurde er vom FC Bayern München verpflichtet und mit einem bis zum 30. Juni 2028 datierten Vertrag ausgestattet. Sein Debüt im Bayern-Trikot gab er in der 1. Runde des DFB-Pokals 2023/24, in welcher er gegen Preußen Münster in der Startformation stand. Zu seinem Bundesligadebüt kam er am 12. Mai 2024 (33. Spieltag) beim 2:0-Sieg im Heimspiel gegen den VfL Wolfsburg mit Einwechslung für Manuel Neuer in der 74. Minute. Im Achtelfinale des DFB-Pokals 2024/25 gegen Bayer Leverkusen (0:1) wurde Peretz nach einer Roten Karte gegen Manuel Neuer bereits in der 19. Spielminute eingewechselt. Aufgrund einer Rippenverletzung Neuers, kam Peretz gegen Ende der Hinrunde 2024/25 auch zu drei weiteren Ligaeinsätzen und konnte dabei überzeugen. Außerdem stand er am 10. Dezember 2024 beim 5:1 der Bayern gegen Schachtar Donezk in der Ligaphase der UEFA Champions League zwischen den Pfosten.
Zur Saison 2025/26 wechselte Peretz für ein Jahr auf Leihbasis zum Hamburger SV.

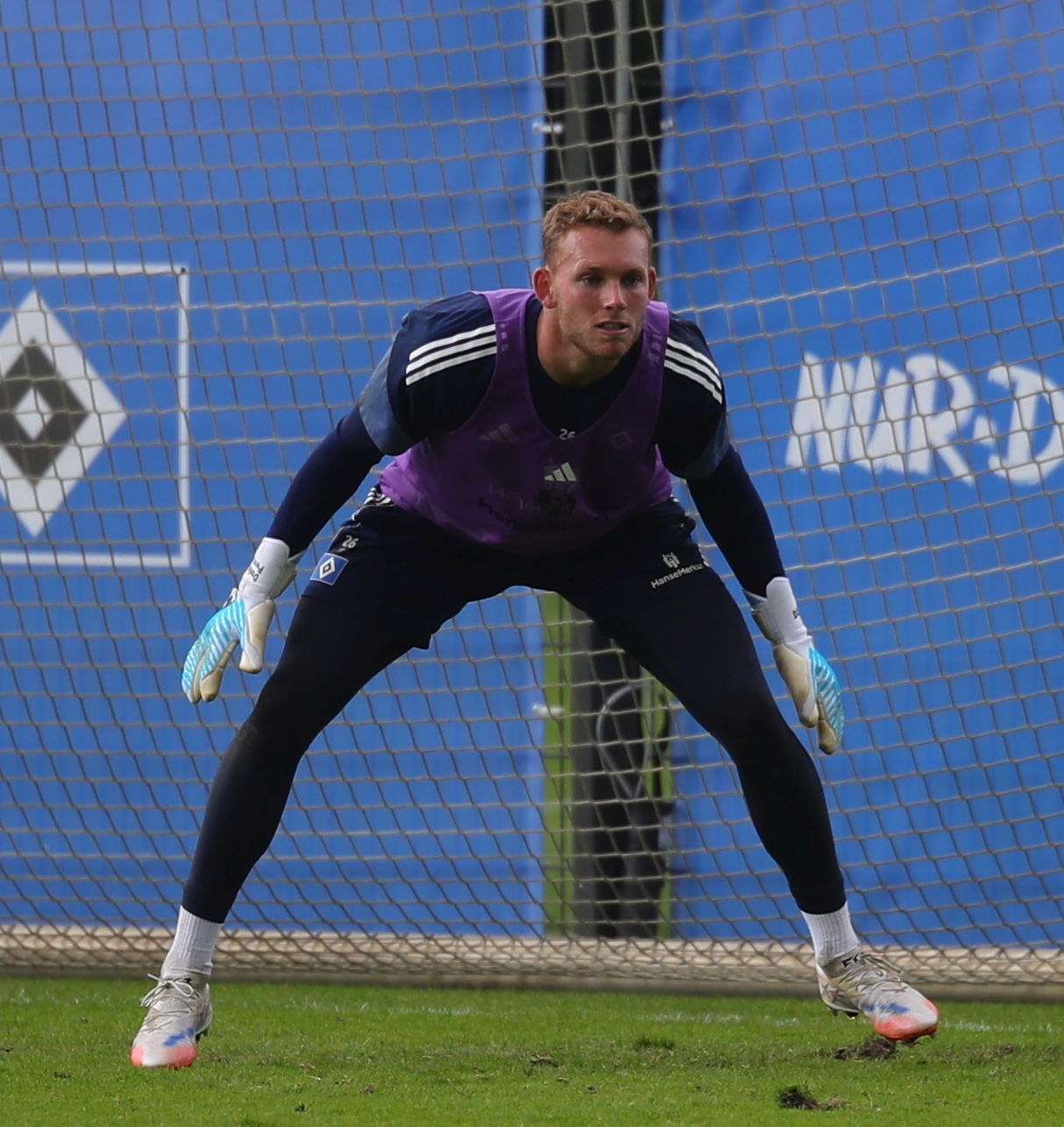
Daniel Peretz im Training des HSV (2025)

### Nationalmannschaft
Peretz, welcher auch für Deutschland spielberechtigt gewesen wäre, gab sein Debüt als Nationalspieler mit der U17-Nationalmannschaft, mit der er das am 18. August 2016 in Schefajim ausgetragene Freundschaftsspiel gegen die U17-Nationalmannschaft Bulgariens mit 3:0 gewann.
In seinem dritten Länderspiel verlor Peretz am 13. September 2016 das Freundschaftsspiel gegen die U17-Nationalmannschaft Deutschlands auf dem Ernst-Abbe-Sportfeld in Jena.
Danach bestritt er jeweils drei EM-Qualifikationsspiele der ersten und der Eliterunde, von denen vier gewonnen wurden. Nur gegen die U17-Nationalmannschaften Norwegens und Russlands wurden bei der 0:3-Niederlage und dem 1:1-Unentschieden Punkte „liegen gelassen“.
Für die U19-Nationalmannschaft kam Peretz am 3. und 6. Oktober 2017 in zwei Spielen der Gruppe 6 zum Einsatz, wie auch am 23. und 26. März 2019 gegen die U19-Nationalmannschaften Polen und Frankreichs in der Qualifikations-Eliterunde. Des Weiteren bestritt er gegen die U19-Nationalmannschaften Montenegros und Serbiens (jeweils zweimal) sowie Rumäniens und der Ukraine sechs Freundschaftsländerspiele.
Für die U21-Nationalmannschaft bestritt Peretz vom 2. September 2021 bis zum 27. September 2022 sechs Spiele der EM-Qualifikationsgruppe B und zwei (gegen die U21-Nationalmannschaft Irlands) in der Ausscheidungsrunde. In der Endrunde der Europameisterschaft 2023 kam er in allen drei Spielen der Gruppe C und im anschließenden Viertelfinale, das mit 4:3 im Elfmeterschießen gegen die U21-Nationalmannschaft Georgiens gewonnen wurde, zum Einsatz.
Für die A-Nationalmannschaft Israels hat Peretz bisher insgesamt sieben Spiele absolviert, zuletzt kam er am 6. Juni 2025 beim 3:1 gegen Estland in der Qualifikation für die Fußball-WM 2026 zum Einsatz.

## Titel
- Deutscher Meister: 2025 (FC Bayern München)

## Familie und Persönliches
Peretz ist Nachkomme von Aschkenasen und besitzt neben der israelischen auch die deutsche Staatsbürgerschaft. Im September 2024 gaben er und seine israelische Freundin Noa Kirel, Drittplatzierte beim ESC 2023, ihre Verlobung bekannt.